# Dolichopus tumefactus
Dolichopus tumefactus är en tvåvingeart som beskrevs av Negrobov 1973. Dolichopus tumefactus ingår i släktet Dolichopus och familjen styltflugor. Inga underarter finns listade i Catalogue of Life.